# Jan Čížek
Jan Čížek (* 19. března 1976 Praha) je český podnikatel, do března 2021 majitel firmy Strategic Consulting (dnes[kdy?] Český Domov Media House s.r.o.), která po celé České republice v rámci sítě Český Domov vydává asi pět desítek časopisů radničního typu. Je členem hnutí Svoboda a přímá demokracie Tomia Okamury. V komunálních volbách v roce 2018 neúspěšně kandidoval v Praze jako trojka za jeho hnutí. V roce 1995 až 1998 působil jako zpravodaj České tiskové kanceláře.

## Podnikání
Jan Čížek byl vydavatelem a majitelem společnosti Strategic Consulting. Skrze ni vydává od roku 2014 po celé republice řadu regionálních tiskovin. Například týdeník Naše Praha, který je distribuován zdarma do schránek v nákladu 560 000 kusů.
V Praze vydával i 13 mutací pro městské části. Rovněž byl vydavatelem regionálních novin v Brně (s nákladem 60 000 kusů), V Ostravě, Opavě, na Šumpersku, v Hradci Králové (s nákladem 50 000 kusů), v městech spadajících do mikroregionu Orlicko (32 000 kusů), Ústí nad Labem (47 500 kusů), Teplicích, Děčíně, Plzni (80 000 kusů) a dalších městech.
Obchodní podíl ve společnosti Strategic Consulting s.r.o. v březnu 2021 prodal společnosti Megaxi Group, s.r.o.

## Politika
V roce 1998 pokrýval jako zpravodaj ČTK kampaň Miloši Zemanovi v tzv. autobuse Zemák. Jan Čížek v žertu tvrdí, že Zemanovi během kampaně zachránil život.
Před senátními volbami v roce 2016 zajišťoval v Praze 10 tisk a distribuci novin Na vlastní oči, které nepravdivě informovaly o senátorce Renatě Chmelové a dalších politicích na Praze 10. Podle tvrzení Aktuálně.cz se sám chlubí kontakty na pražské kmotry.
Rovněž v roce 2017 zajišťoval a distribuci předvolebních novin pro SPD pod týmž názvem Na vlastní oči. Podle transparentního účtu mu SPD Tomia Okamury zaplatila za tisk novin více než milion korun. Seznam Zprávy popsaly, že noviny byly plné velmi tvrdé protiuprchlické propagandy. Tiskovina obsahovala například „Mapu smrti“ s místy teroristických útoků v Evropě či článek se sugestivním názvem „Jak imigranti znásilnili dívku a pak ji chtěli utopit“. Oficiálním vydavatelem byl jistý Michal Klement. Jak se později ukázalo, šlo o Čížkova synovce bez jakékoliv zkušenosti s vydavatelskou činností, prodejce aut. Až po volbách Čížek přiznal, že synovci a SPD s novinami „pomáhal“. Nešlo jen o tuto službu. Pro SPD už v roce 2017 vypracoval i povolební analýzu.
Je členem hnutí SPD Tomia Okamury. V roce 2018 za SPD Tomia Okamury kandidoval na třetím místě do zastupitelstva hlavního města Prahy a jako lídr kandidátky v Praze 10. Neuspěl však ani ve volbách do zastupitelstva města, ani ve volbách do městské části Prahy 10. Ve volbách do zastupitelstva hl. m. Prahy totiž hnutí SPD Tomia Okamury získalo 3,53 % hlasů a nezískalo žádný mandát, v volbách do zastupitelstva městské části Praha 10 pak 3,52 % a rovněž skončilo bez mandátu. Nutná hranice pro zisk mandátu je v obou případech 5 %.